# Batulawang (Pataruman)
Batulawang is een bestuurslaag in het regentschap Banjar van de provincie West-Java, Indonesië. Batulawang telt 3672 inwoners (volkstelling 2010).